# Corps de nombres
Ne pas confondre avec la notion d'ensemble de nombres.
En mathématiques, un corps de nombres algébriques (ou simplement corps de nombres) est une extension finie K du corps ℚ des nombres rationnels.

## Propriétés
En particulier, c'est une extension algébrique : tous les éléments de K sont des nombres algébriques, dont le degré divise le degré de l'extension.
C'est aussi une extension séparable car ℚ est de caractéristique nulle donc parfait.
Tout sous-corps de ℂ engendré par un nombre fini de nombres algébriques est un corps de nombres.
Réciproquement, tout corps de nombres K est de cette forme, et peut même être engendré par un seul nombre algébrique. En effet, par le théorème de l'élément primitif (ou théorème de l'extension simple), K peut s'écrire sous la forme ℚ(α) où α est un élément de K algébrique sur ℚ. Pour plonger K comme un sous-corps de ℂ, il suffit alors d'envoyer α sur un nombre complexe ayant même polynôme minimal. Un tel élément existe, car tout polynôme à coefficients rationnels a une racine dans ℂ (puisque ℂ est  algébriquement clos).
L'anneau des entiers d'un corps de nombres K est noté OK. C'est un anneau de Dedekind. Il est clairement stable par tout automorphisme de K.
En arithmétique, les corps de nombres ont des propriétés très semblables aux corps de fonctions sur des courbes algébriques sur des corps finis.
Attention : le corps des nombres algébriques n’est pas un corps de nombres. En effet cette extension algébrique de ℚ n'est pas une extension finie.